# Geneviève de Gaulle-Anthonioz
Geneviève de Gaulle-Anthonioz (ur. 25 października 1920 w Saint-Jean-de-Valériscle, zm. 14 lutego 2002 w Paryżu) – działaczka francuskiego ruchu oporu, więźniarka KL Ravensbrück, działaczka społeczna.
W latach 1964–1998 prezes międzynarodowego ruchu humanitarnego ATD Czwarty Świat. Odznaczona Medalem Ruchu Oporu, Krzyżem Wielkim Legii Honorowej i Krzyżem Wojennym. Wpisana w poczet paryskiego Panteonu. Bratanica prezydenta Francji Charles’a de Gaulle’a.

## Życiorys

### Młodość i czas wojny
Urodziła się w zamożnej, inteligenckiej rodzinie katolickiej. Była najstarsza z trójki dzieci. Matka zmarła, gdy miała 4 lata. Jej ojcem był Xavier de Gaulle (1887–1955), inżynier kopalni, starszy brat generała Charles’a de Gaulle’a. Jej rodzina należała do „dreyfusistów”. Geneviève naukę odbierała w dobrych szkołach. Studiowała historię.
W działania Ruch Oporu zaangażowała się w wieku 19 lat. Dołączyła do sieci zwanej «Muzeum człowieka». Zajmowała się przekazywaniem poleceń oraz sama uczestniczyła w zbieraniu informacji. Później działała w podziemiu. 20 lipca 1943 wpadła w zastawioną na nią zasadzkę. Została aresztowana i uwięziona, a następnie 3 lutego 1944 wywieziona do obozu dla kobiet KL Ravensbrück. W październiku 1944 roku została odizolowana w obozowym bunkrze. Swoje przeżycia obozowe opisała w książce „La Traversée de la nuit”.

### Lata powojenne

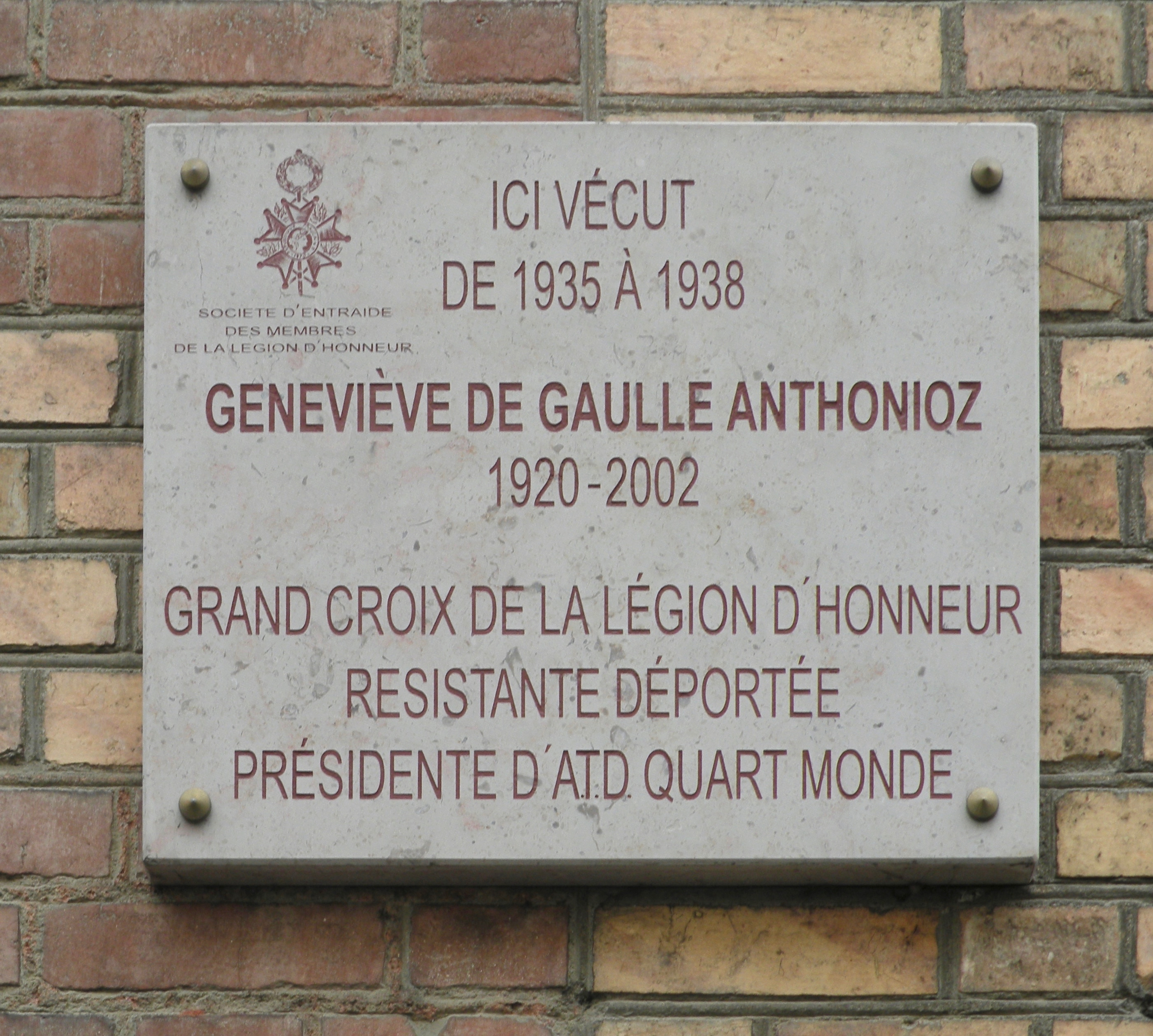
Tablica pamiątkowa na domu Geneviève de Gaulle, Rennes

Po wyjściu z obozu poznała Bernarda Anthonioza (1921–1994), również uczestnika Ruchu Oporu, mecenasa sztuki i przyjaciela artystów. Para ślub wzięła w 1946 roku i doczekała się czwórki dzieci. Jej mąż był krewnym André Malraux, francuskiego ministra kultury w drugim rządzie Charles’a de Gaulle’a. Na zaproszenie ministra Bernard Anthonioz zostaje chargé de mission, a Geneviève zajmuje się badaniami naukowymi w ministerstwie kultury.
Wkrótce po wyzwoleniu wraz z Marie-Claude Vaillant-Couturier założyła l’Association des Anciennes Déportées et Internées de la Résistance (l’ADIR) (pol. Związek Deportowanych i Uczestników Ruchu Oporu), stowarzyszenie którego członkowie wspierają ofiary prześladowań oraz prowadzą obszerną pracę dokumentującą zbrodnie nazistowskie. Członkowie tego stowarzyszenia m.in. występowali jako świadkowie podczas procesów nazistów.
W październiku 1958 Geneviève de Gaulle spotkała ks. Józefa Wrzesińskiego, założyciela ruchu humanitarnego ATD Czwarty Świat (Aide à Toute Détresse). W 1959 roku Geneviève zrezygnowała z pracy w ministerstwie kultury. W 1960 roku po pożarze jaki miał miejsce w slamsach bezdomnych z Noisy-le-Grand postanowiła zaangażować się w działalność na rzecz rodzin pogrążonych w najgłębszym ubóstwie. W latach 1964–1998 stała na czele ruchu ATD Czwarty Świat we Francji. Jej udział nadał ruchowi ATD rozgłos i ułatwił prowadzenie działalności. W 1988 roku, po śmierci Józefa Wrzesińskiego została liderem ruchu i podjęła działania w celu uchwalenia ustawy przeciwko wykluczeniom społecznym, która została przegłosowana 9 lipca 1998. Wówczas postanowiła wycofać się przewodzenia ATD, jednocześnie na stałe zostając wolontariuszką ruchu angażującą się w jego działania. Do śmierci zajmowała się zarówno ATD jak też założonym przez siebie l’ADIR.

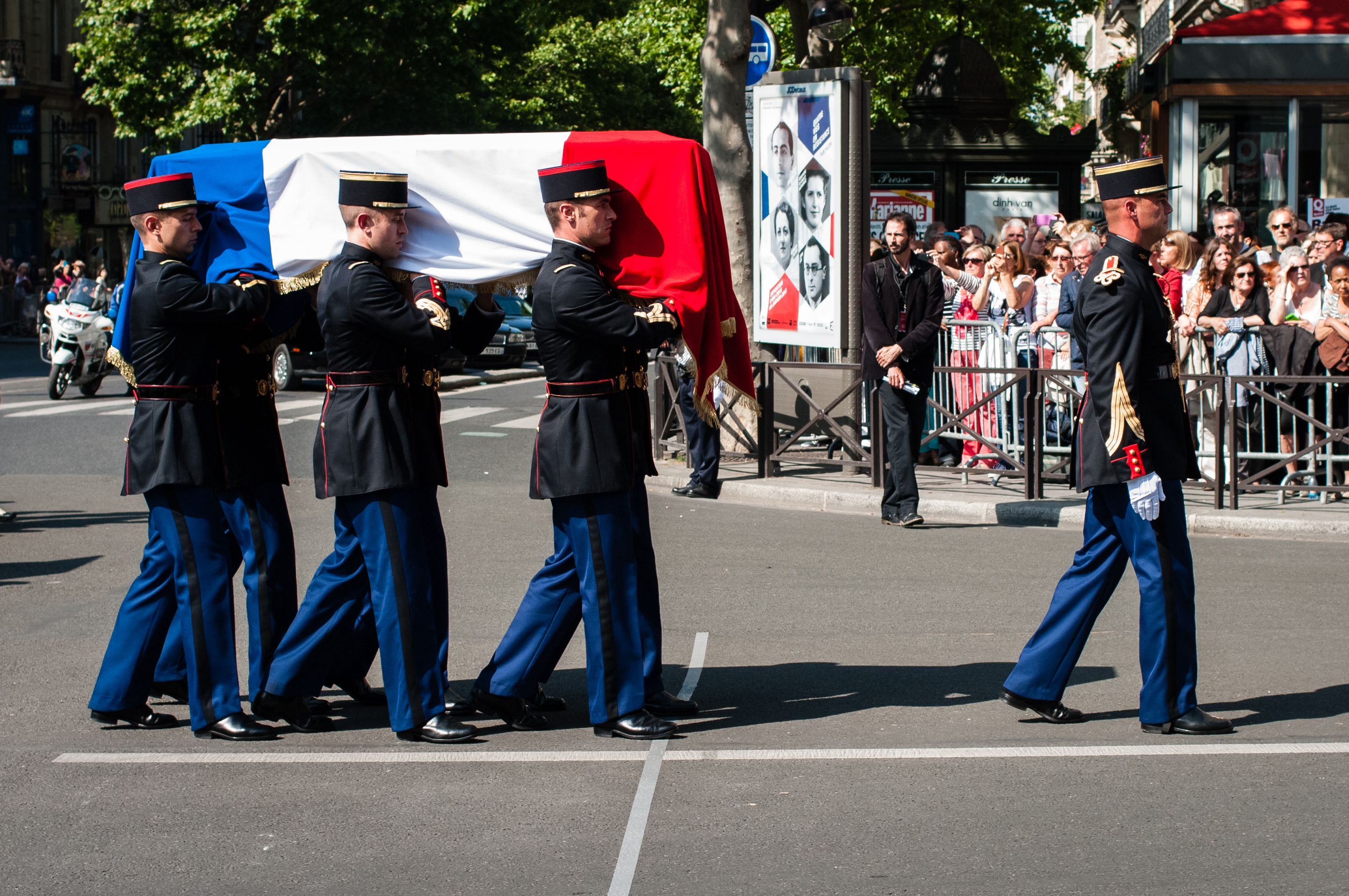
Ceremonia złożenia w Panteonie (2015)

Zmarła 14 lutego 2002 roku w Paryżu. 27 maja 2015 roku wraz z trzema innymi uczestnikami Ruchu Oporu – Germaine Tillion, Pierre’em Brossolette’em oraz Jeanem Zayem została «wpisana w poczet Panteonu», a jej trumna symbolicznie została przeniesiona do Panteonu.

## Odznaczenia
- Medal Ruchu Oporu
- Krzyż Wielki Legii Honorowej
- Krzyż Wojenny